# アレクサンダー・ブライロフスキー
アレグザンダー・ブライロフスキー（Alexander Brailowsky, 1896年2月16日 キエフ -  1976年4月25日 ニューヨーク）はウクライナ出身のピアニストで、ショパン弾きとして有名だった。

## 経歴
ユダヤ系の家庭に生まれる。キエフ音楽院の学生だった頃に早くもラフマニノフに見出されたのち、ウィーンに留学してテオドル・レシェティツキの門下となる。1919年にパリにデビューし、1926年にフランス国籍を取得するも、最終的には米国に帰化した。ショパンの作品でもとりわけワルツとマズルカを得意とした。

## 演奏と録音について
ブライロフスキーの演奏様式はサロン音楽の伝統を汲み、大音量で聴衆を圧倒するより、透明な音色と洒落た味わい、個性的な解釈によって聴衆に親密に語りかけるものだった。このような特徴のため、第二次世界大戦後に渡米するも、すでにアメリカで活躍していた他のピアニストと違って苦労を強いられ、戦前のヨーロッパにおいて得られたような名声を勝ち得ることはできなかったという。ただ、録音活動は1960年代まで続けられていた。弟子はたった一人、シーモア・バーンスタインだけであった。
恩人ラフマニノフの《協奏曲 第2番》の録音を残している。
2018年に8枚組のショパン・ボックスセットが発売された。

## ディスコグラフィー選
- Chopin: The Fourteen Waltzes (Columbia MS-6228)
- Chopin: The Complete Mazurkas Vol. 1 (Columbia)
- Chopin: The Complete Mazurkas Vol. 2 (Columbia)
- A Chopin Recital (Columbia MS-6569)
- Chopin: Nocturnes Vol. 1
- Chopin: Nocturnes Vol. 2
- Chopin: Polonaises (Columbia)
- Chopin: The 24 Preludes (Columbia MS-6119)
- Chopin: The Complete Etudes (RCA)
- Chopin: Concerto No. 1, Liszt: Totentanz (Columbia)
- Brailowsky Plays Liszt (RCA LM1772)
- Liszt: 15 Hungarian Rhapsodies (RCA Victor Red Seal)
- Rachmaninoff: Piano Concerto No. 2 (RCA)
- Schumann: Etudes Symphoniques (RCA)
- Chopin: Sonata in B Minor Op.58 (HMV DB 3701)
- Chopin: Waltzes Volume 1 (Op.18, Op.34, Nos. 1, 2 and 3, Op.42,Op.64, Nos. 1, 2 and 3, Victor Red Seal Records M863)